# Sanções contra a Venezuela

Um mapa dos países que introduziram sanções contra a Venezuela em resposta à crise no país.
Venezuela
Países que introduziram sanções
Países da União Europeia que introduziram sanções coletivamente.
Países europeus não pertencentes à União Europeia que se alinharam a mesma para sancionar.
Países que introduzem proibições de entrada para funcionários do governo de Maduro.

Várias sanções contra a Venezuela têm sido aplicadas pela comunidade internacional durante a presidência de Nicolás Maduro. Os países da União Europeia, os Estados Unidos, o Reino Unido, a Suíça, o Canadá, o Panamá, além de restrições nos países da América Latina, são aqueles que aplicaram medidas sancionatórias. As sanções foram aplicadas em resposta à repressão dos protestos de 2014, de 2017 e de 2019-2020, bem como as acusações de imposição pelo poder executivo de uma Assembleia Constituinte (ANC) controlada pelo Partido Socialista Unido da Venezuela (PSUV) para usurpar atribuições, competências, funções e autoridade legislativa da Assembleia Nacional da Venezuela, e a realização antecipada das eleições presidenciais classificadas como ilegítimas por parte do Conselho Nacional Eleitoral (CNE) e as eleições parlamentares por parte da ANC. As sanções foram aplicadas contra funcionários governamentais ativos e retirados, incluindo membros do Tribunal Supremo de Justiça, da CNE, do Conselho Moral Republicano (composto pelo Ministério Público, pelo Controladoria-Geral e pela Defensoria do Povo), da ANC dissolvida, membros das Forças Armadas e das forças de segurança e empresas privadas acusadas de envolvimento em abusos dos direitos humanos, corrupção, lavagem de dinheiro, degradação do Estado de Direito e repressão da democracia. Em 2017, a Venezuela passava por hiperinflação; o Banco Central deixou de reportar variáveis econômicas desde 2016, país sofre recessão econômica desde 2014 e os indicadores de risco-país subiram, caindo em default mais tarde.
Em março de 2018, a Washington Office on Latin America declarou que 78 venezuelanos associados a Maduro haviam sido sancionados por vários países. Em abril de 2019, os Estados Unidos sancionaram mais de 150 empresas, embarcações e indivíduos, além de revogar os vistos de 718 indivíduos associados a Maduro.
As sanções incluíam o congelamento de contas e bens de indivíduos, a proibição de transações com os mesmos, confisco de bens, embargos de armas e proibições de viagens. O comissário da OEA para migrantes e refugiados venezuelanos, David Smolansky declarou que as sanções visavam Maduro e as "elites" do Chavismo, embora tivessem pouco impacto nos venezuelanos comuns, e o The Washington Post descreveu que as deficiências na Venezuela precedem em muito as sanções impostas pelos Estados Unidos.
Durante a crise presidencial venezuelana, os Estados Unidos aplicaram sanções adicionais aos setores de petróleo, ouro, mineração e bancário. Um relatório do Escritório do Alto-comissário das Nações Unidas para os Direitos Humanos informou que embora a "generalizada e devastadora crise económica e social tenha começado antes da imposição das primeiras sanções económicas", as novas sanções podem agravar a situação.
Em abril de 2019, a Human Rights Watch e a Johns Hopkins Bloomberg School of Public Health divulgaram um relatório conjunto observando que as sanções iniciais não eram dirigidas à economia venezuelana de forma alguma, acrescentando que as sanções impostas em 2019 poderiam piorar a situação, mas que "a crise as precedia".